# Open Sound System
Open Sound System u OSS (en español "sistema de sonido abierto") es una interfaz de audio desarrollada por 4Front (adquirida por NCR en el año 2000), para crear y capturar sonido en sistemas operativos tipo Unix. Está basado en los dispositivos estándar de Unix (o sea POSIX: read, write, ioctl, etc.). El término también se refiere al software del kernel Unix/Linux que provee la interfaz OSS; en este sentido, puede serlo a través de un driver de dispositivo o una colección de drivers de dispositivo para controlar el hardware de sonido. El objetivo de OSS es permitir la escritura de programas de aplicación cuyo soporte para sonido funcione en cualquier tarjeta de audio, a pesar de la disparidad de interfaces entre diferentes tipos de dispositivos físicos.
OSS nació en 1992 de la mano de Hannu Savolainen y está disponible en 11 sistemas operativos de tipo UNIX. OSS se distribuye bajo cuatro licencias diferentes (BSD, CDDL, GNU GPL, Propietaria), de las cuales tres son libres.
En el kernel Linux, OSS fue la API oficial para audio hasta las versiones 2.4, pero desde las versiones 2.6 los desarrolladores recomiendan usar ALSA. 4Front continua desarrollando OSS fuera del núcleo Linux.
Algunas distribuciones de Linux, como Ubuntu, han optado por deshabilitar la compatibilidad con OSS en sus núcleos y desaconsejar el uso de OSS4.